# Deutscher Camping-Club

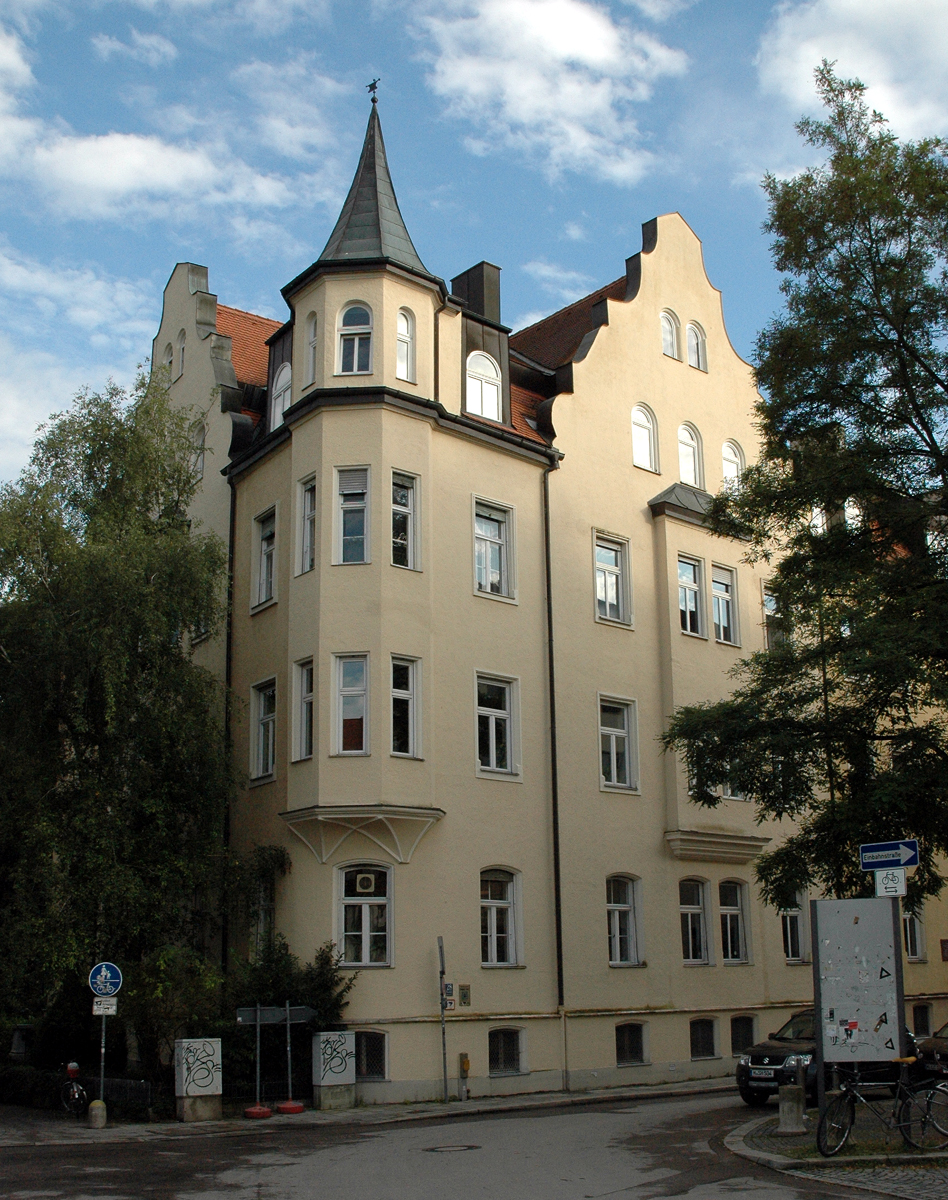
Bürositz des Deutschen Camping Clubs in der Mandlstraße, München

Der Deutsche Camping-Club (DCC) ist eine Organisation zum Aufbau einer Camping-Infrastruktur und zur Förderung des Campings in Deutschland. Sie wurde von Max Eckert am 22. September 1948 in München gegründet.

## Geschichte
Präsident von 1948 bis 1963 war Max Eckert, welcher häufig als zeltender Kanute unterwegs war und in den Nachkriegsjahren dieser Bewegung eine Heimat geben wollte. Zur Förderung des Campings gab der DCC 1949 sein erstes Zeltplatzverzeichnis heraus.
In den 1970er Jahren wurden einheitliche Camping-Standards durchgesetzt und die Grundlagen für die erfolgreiche Schaffung von Naherholungs-Campingplätzen in der Bundesrepublik gelegt.
Noch heute gibt der DCC jährlich den DCC Campingführer Europa heraus, dessen Wurzeln dieses erste Zeltplatzverzeichnis darstellen. Der Campingführer umfasst inzwischen rund 6000 europäische Campingplätze, die ausführlich mit bis zu 42 Piktogrammen und Kontaktdaten beschrieben werden. Inzwischen ist der DCC auch mit dem online-Campingführer guide.camping-club.de im Internet aktiv und hilft damit regelmäßig tausenden Campern bei der Planung.

## Auszeichnungen
Der DCC verleiht anlässlich der jährlich stattfindenden Frühjahrsmessen unterschiedliche Auszeichnungen und Preise. Anlässlich der großen Frühjahrsmesse CMT, die jährlich in Stuttgart stattfindet, zeichnet der DCC Hersteller mit dem DCC Sicherheitspreis aus. Mit dem DCC Sicherheitspreis wird die DIN- und normgerechte Bauweise von Reisemobilen und Caravans gewürdigt. Der DCC Technik-Award, der seit November 2014 im Rahmen der Touristik und Caravaning International in Leipzig vergeben wird, zeichnet die Zubehörindustrie aus. Auf der jährlich in Essen stattfindenden Messe Reise/Camping, deren ideeller Träger der DCC seit Beginn ist, stehen die europäischen Campingplätze im Vordergrund. Der DCC verleiht hier den DCC Europa-Preis für Campingplätze mit dem jährlich maximal sechs Campingplätze, ein Platz pro Land, ausgezeichnet werden, sowie seit 2014 den DCC Platin Award. Mit ihm werden ehemalige Träger des DCC Europa-Preises gewürdigt, die ihren Standard über mindestens 10 Jahre gehalten, wenn nicht verbessert haben. Der Preis wird nur an zwei Campingplätze pro Jahr, einen aus Deutschland und einen aus dem europäischen Ausland, verliehen. Im Vorfeld dieser Messe zeichnet der DCC außerdem Persönlichkeiten, Einrichtungen und Institutionen mit dem Deutschen Camping-Preis aus. Die Preisträger haben sich – uneigennützig – um den Bereich Camping verdient gemacht. Beim Caravan Salon, der jährlich in Düsseldorf stattfindet, wird das DCC-Vertrauenssiegel an Fachhandelsbetriebe verliehen.
Beliebt bei Campern ist das System der „DCC Vorteilsplätze PLUS“ sowie der „DCC-Vorteilsplätze“. Auf diesen Campingplätzen gelten für die Mitglieder des DCC Sonderkonditionen. 
Vom 27. Juli bis 4. August 2018 war der Deutsche Camping-Club Gastgeber der 87. FICC-Rallye in Paaren im Glien bei Berlin. Vom 26. Juni bis 5. Juli 2026 ist der DCC erneut Gastgeber der Welt-Camping-Rallye, der 96. Internationalen FICC-Rallye. Sie wird im niederbayerischen Karpfham stattfinden.

## Verband
Das aktuelle Präsidium mit Präsident Dieter Albert, Udo Hunstiege und Uwe Hoffart vertritt den Club im In- und Ausland. DCC-Präsident Dieter Albert ist außerdem auch Vizepräsident der F.I.C.C., Brüssel. Die DCC-Landesverbände und DCC-Ortsclubs informieren innerhalb Deutschlands Camper über Wissenswertes auf verschiedenen Hausmessen und Messen in der gesamten Bundesrepublik:
- 22 Landesverbände
- 188 Orts- und Kreisclubs
- Die Deutsche Zeltjugend ist die Jugendorganisation des DCC

### Mitgliedschaft
Camper, die im DCC aktiv sind, haben verschiedene Möglichkeiten: Sie können als DCC-Mitglied nur die verschiedenen Mitgliederleistungen nutzen, können sich aber auch im Rahmen der Landesverbände und Ortsclubs engagieren. Der DCC gliedert sich in 22 Landesverbände und 202 Ortsclubs auf, die wiederum den Landesverbänden unterstehen. Sie alle vereinen sich unter dem Dach des Deutschen Camping-Clubs.
Jeder Landesverband und jeder Ortsclub hat einen DCC Caravan- und Motorcaravanberater. Das sind ehrenamtlich tätige Camper, die sich technisch weiterbilden und ihr Wissen an die Clubmitglieder weitergeben. Ihnen steht der Bundes-Caravan- und Motorcaravanreferent vor.